# نموذج الجبن السويسري

يوضح نموذج الجبن السويسري لسبب الحوادث أنه على الرغم من وجود العديد من طبقات الدفاع بين المخاطر والحوادث ، إلا أن هناك عيوبًا في كل طبقة ، إذا تمت مواءمتها ، يمكن أن تسمح بحدوث الحادث.

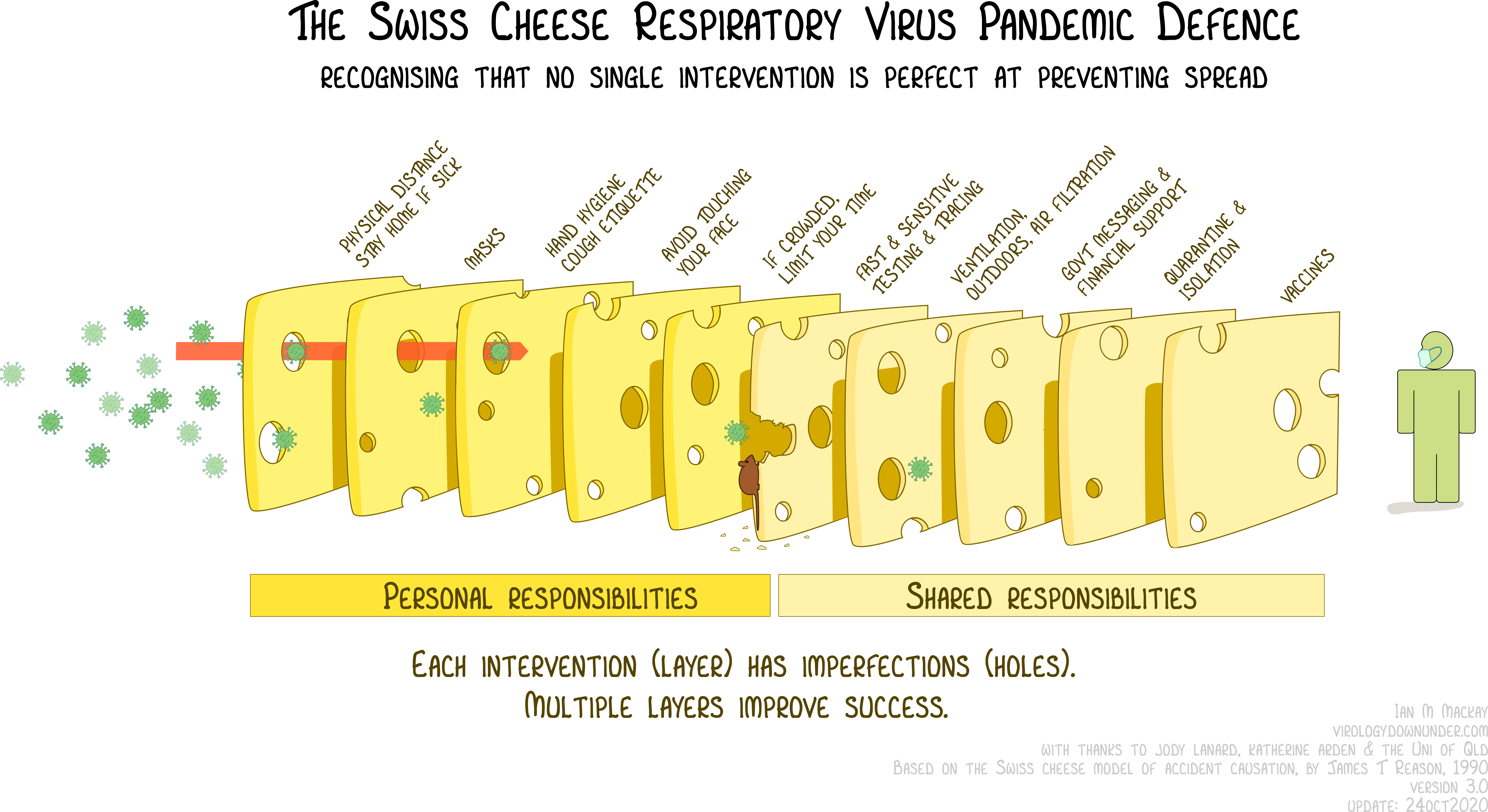
تم تطبيق نموذج الجبن السويسري على COVID-19

نموذج الجبن السويسري في الحوادث هو نموذج يستخدم في تحليل المخاطر وإدارة المخاطر، بما في ذلك سلامة الطيران، والهندسة، والرعاية الصحية، ومنظمات خدمات الطوارئ، وكمبدأ وراء الأمن متعدد الطبقات، كما يستخدم في أمن الحاسوب والدفاع بعمق. يشبه الأنظمة البشرية باشكال متعددة من الجبن السويسري، مكدسة جنبًا إلى جنب، حيث يتم تخفيف خطر أن يصبح التهديد حقيقة واقعة من خلال طبقات وأنواع مختلفة من الدفاعات التي «تترابط» خلف بعضها البعض. لذلك، من الناحية النظرية، لا تسمح الفراغات ونقاط الضعف في دفاع واحد بتحقيق خطر، حيث توجد دفاعات أخرى أيضًا، لمنع نقطة فشل واحدة. تم تقديم النموذج رسميًا من قبل دانتي أورلانديلا وجيمس تي. نموذج من جامعة مانشستر، ومنذ ذلك الحين اكتسب قبولًا واسع النطاق. يطلق عليه أحيانًا «تأثير الفعل التراكمي».
على الرغم من أن نموذج الجبن السويسري يحصل على الاحترام ويعتبر طريقة مفيدة لربط المفاهيم، إلا أنه تعرض للنقد لأنه يستخدم على نطاق واسع للغاية، وبدون نماذج أو دعم آخر كافٍ.

## مجالات الفشل
افترض العقل أن معظم الحوادث يمكن تتبعها إلى واحد أو أكثر من مجالات الفشل الأربعة: التأثيرات التنظيمية والإشراف والشروط المسبقة والأفعال المحددة. على سبيل المثال، في مجال الطيران، تشمل الشروط المسبقة للأعمال غير الآمنة إرهاق الطاقم الجوي أو ممارسات الاتصالات غير السليمة. يشمل الإشراف غير الآمن، على سبيل المثال، إقران الطيارين عديمي الخبرة في رحلة ليلية بطقس سيء معروف. تشمل التأثيرات التنظيمية أشياء مثل خفض الإنفاق على تدريب الطيارين في أوقات التقشف المالي. 